# Hohenleimbach

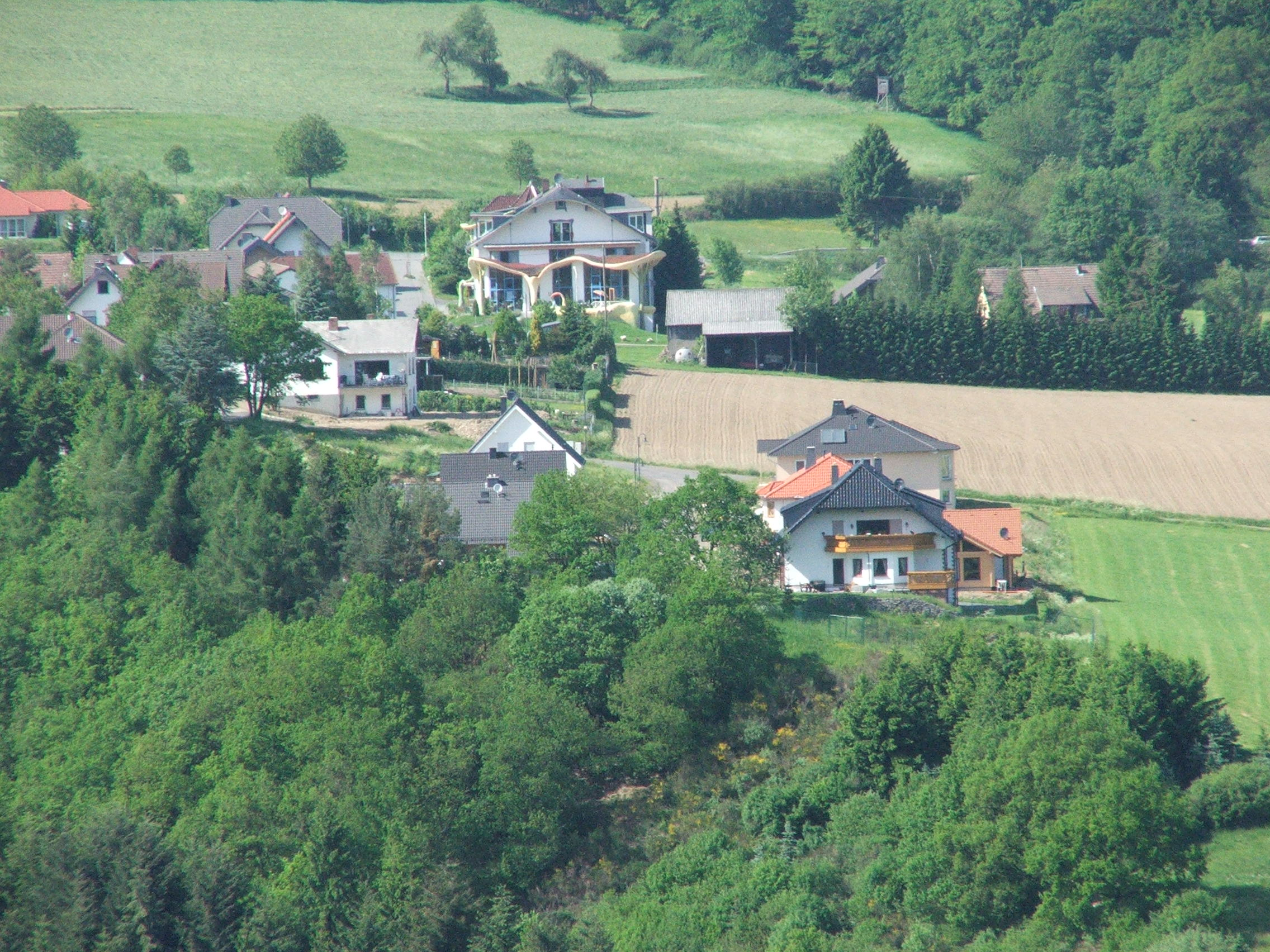
Südansicht von Hohenleimbach

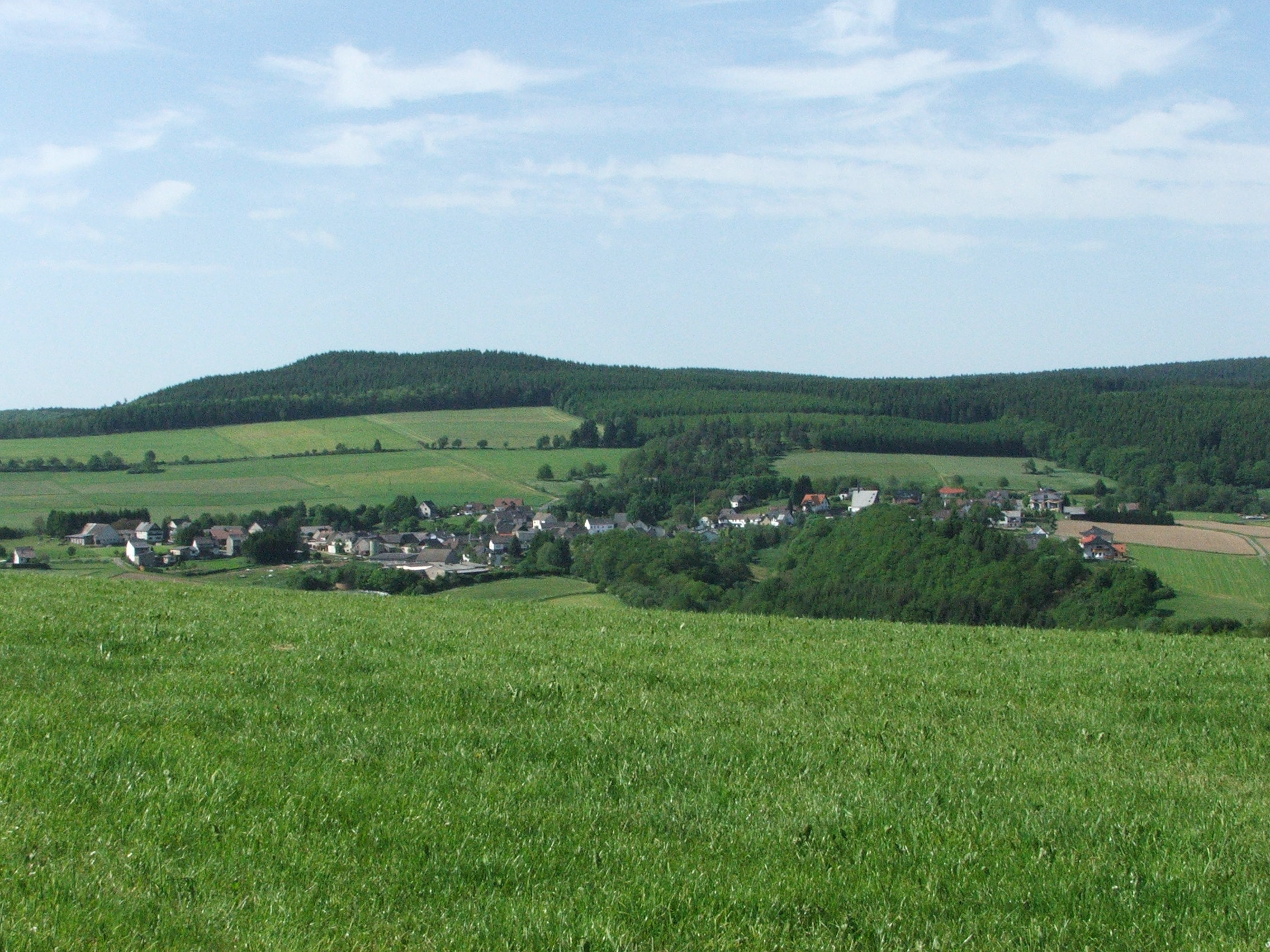
Ganzansicht von Hohenleimbach

Blick auf Hohenleimbach-Lederbach

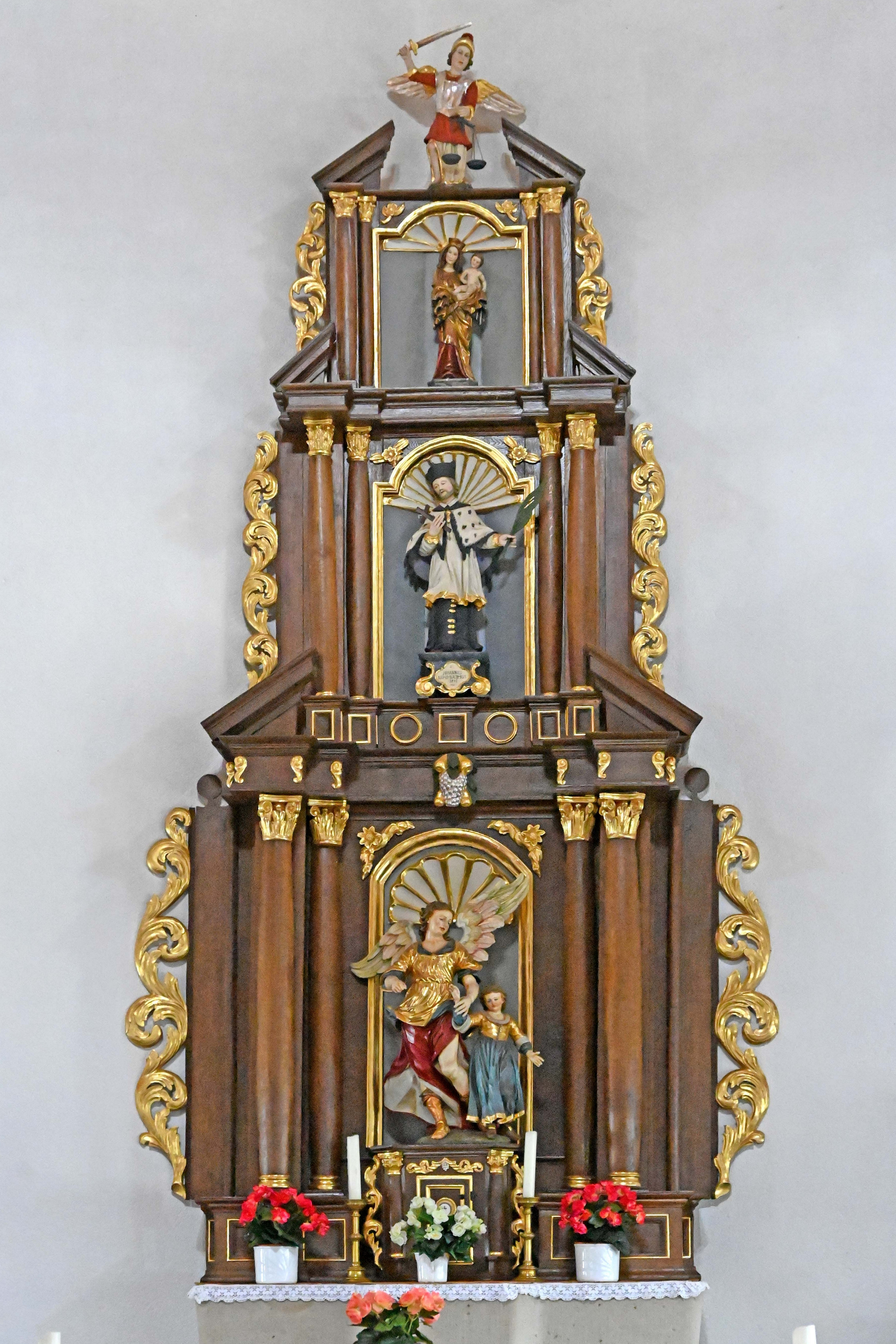
Säulenaltar (18. Jh.)

Hohenleimbach ist eine Ortsgemeinde im Landkreis Ahrweiler in Rheinland-Pfalz. Sie gehört der Verbandsgemeinde Brohltal an, die ihren Verwaltungssitz in Niederzissen hat.

## Geographie
Hohenleimbach ist die höchstgelegene Ortsgemeinde der Verbandsgemeinde Brohltal und befindet sich in deren Westen. Die Hohe Acht als höchste Erhebung in der Eifel befindet sich ca. fünf Kilometer südwestlich vom Ort Hohenleimbach entfernt.
Zu Hohenleimbach gehört der etwa anderthalb Kilometer nordöstlich gelegene Ortsteil Lederbach jenseits der Bundesstraße 412 sowie der Alexanderhof.

## Geschichte
Erstmals 1425 als Lehen eines Peter von Thys in Leimbach erwähnt, wurde der Ort bis ins 20. Jahrhundert so genannt und war Teil der Herrschaft Kempenich, dem Kempenicher Ländchen. Mitunter tauchte seit dem 18. Jahrhundert auch die als Spottname verwandte Bezeichnung Wüst-Leimbach bzw. Wüstleimbach (lokaler Dialekt: Wüstlämisch) auf, da viele Gehöftwüstungen wegen der kargen Felder und der bitteren Armut zu verzeichnen waren, deren Bewohner dann meist nach Amerika auswanderten. So sank die Einwohnerzahl im 18. Jahrhundert weit unter hundert. Auf der Tranchot-Müffling-Karte von 1809 ist Hohenleimbach als Wüxt-Leimbach  verzeichnet.
Der Gemeinderat suchte seit langem, dem Dorf einen anderen Namen zu geben. Seit dem 3. März 1916 durfte der Ort nach einhelligem Gemeinderatsbeschluss vom 31. Januar 1914 gemäß kaiserlichem Erlass seinen Namen in „Hohenleimbach“ umbenennen, womit der Name Wüstleimbach langsam verschwand. Vor Jahrhunderten lag etwas unterhalb des heutigen Ortes an der Einmündung des Lederbachs in die Nette der Weiler Rembach, der, 1337 erstmals und 1404 mit vier Höfen genannt, bereits im 17. Jahrhundert wegen Armut und Wegziehens seiner Einwohner wüstgefallen ist.
Bevölkerungsentwicklung
Die Entwicklung der Einwohnerzahl von Hohenleimbach, die Werte von 1871 bis 1987 beruhen auf Volkszählungen:
| Jahr | Einwohner |
| ---- | --------- |
| 1815 | 152       |
| 1835 | 188       |
| 1871 | 159       |
| 1905 | 231       |
| 1939 | 260       |
| 1950 | 264       |
| 1961 | 284       |
| 1970 | 315       |

| Jahr | Einwohner |
| ---- | --------- |
| 1987 | 277       |
| 1997 | 335       |
| 2005 | 371       |
| 2007 | 354       |
| 2008 | 360       |
| 2009 | 369       |
| 2010 | 371       |
| 2011 | 366       |

| Jahr | Einwohner |
| ---- | --------- |
| 2012 | 362       |
| 2013 | 357       |
| 2014 | 348       |
| 2015 | 350       |
| 2016 | 364       |
| 2017 | 351       |
| 2022 | 356       |

## Politik

### Bürgermeister
Thorsten K. Kabuth wurde am 5. April 2013 Ortsbürgermeister von Hohenleimbach. Bei der Direktwahl am 26. Mai 2019 wurde er für weitere fünf Jahre in seinem Amt bestätigt.
Er wurde im Juni 2024 wiedergewählt.
Kabuths Vorgänger als Ortsbürgermeister war Clemens Seifert.

### Wappen
| Wappen von Hohenleimbach | Blasonierung: „In Rot, darin ein goldener Laubbaum (Linde) über einem symmetrischen silbergebordeten roten Balkenkreuz, eine linke silberne Flanke, darin ein blauer Doppelwellenfaden.“                                                                                                 |
| Wappen von Hohenleimbach | Wappenbegründung: Der goldene Laubbaum symbolisiert die Dorflinde in der Ortsmitte. Für die Zugehörigkeit zu Kurtrier (bis 1794) steht das silberumrandete rote Balkenkreuz sowie die Schildfarben Rot und Silber, die blauen Wellenfäden für den Zusammenfluss von Leder- und Leimbach. |

## Sehenswürdigkeiten
In der Ortsgemeinde existiert eine 1963 erbaute Dorfkapelle, in deren Innern sich ein hoher, sitzender Dachreiter und ein farbiger Säulenaltar aus dem 18. Jahrhundert befindet. Die Gemeindehalle wurde bereits erweitert und saniert und steht für das Vereinsleben zur Verfügung. Zu den wichtigsten Landmarken im Ort gehört die „Kaiserlinde“, ein großgewachsener Baum am Dorfplatz, der zur Erinnerung an die Völkerschlacht in Leipzig gepflanzt wurde und eines der Symbole im Gemeindewappen ist. Auch der weitere Baumbestand in Hohenleimbach ist gepflegt und gut erhalten.
Im weiteren Sinne zu den Sehenswürdigkeiten kann die Kohlestraße zählen, ein heute als Wanderweg angelegter Handelsweg. Sie führt durch die westlich von Hohenleimbach gelegene Langhard, ein 1227 erstmals erwähntes großes zusammenhängendes Waldgebiet, das besonders während des 18. Jahrhunderts eine große Köhlertätigkeit zu verzeichnen hatte und nicht völlig infolge Besiedelung und Wandlung in Agrarflächen in jener Zeit verschwand. Die Kohlestraße war ein Holzkohletransportweg für Pferdefuhrwerke von den Kohlenmeilern (ab Vinxtbach) durch die Eifel zu den Hüttenwerken im Saarland, teils auf einer alten Römerstraße, im Mittelalter und im 16./17. Jahrhundert ausgebaut.
Siehe auch Liste der Kulturdenkmäler in Hohenleimbach

## Wirtschaft
Die Ortsgemeinde ist überwiegend land- und forstwirtschaftlich geprägt. Viele der Einwohner sind als Arbeitnehmer in der nahe gelegenen Stadt Adenau und in Gewerbebetrieben in Kempenich beschäftigt.